# مسجد جرش الأثري
مسجد جرش الأثري هو مسجد تاريخي في منطقة عسير جنوب غرب المملكة العربية السعودية، بُني المسجد الأول بعد زيارة وفد قبيلة الأزد إلى النبي محمد صلى الله عليه وسلم في السنة التاسعة هجرية، بُني فوقه مسجد عباسي بعد طمر المسجد الأول. كلا المسجدين بُنيا فوق حصن مطمور أيضًا ويعود لعصر ما قبل الهجرة.